# Indian Ocean Island Games 2023/Badminton
Bei den Indian Ocean Island Games 2023 wurden vom 26. August bis zum 2. September 2023 auf Madagaskar in Antananarivo sieben Badmintonwettbewerbe ausgetragen.

## Medaillengewinner
| Disziplin    | Gold | Silber | Bronze |
| ------------ | --- | --- | --- |
| Herreneinzel | Alexandre Bongout | Georges Paul | Laval Mathéo Douce |
| Herreneinzel | Alexandre Bongout | Georges Paul | Ahmed Nibal |
| Dameneinzel  | Kate Ludik | Fathimath Nabaaha Razzaq | Aminath Nabeeha Razzaq |
| Dameneinzel  | Kate Ludik | Fathimath Nabaaha Razzaq | Lorna Bodha |
| Herrendoppel | Aaron Assing Xavier Chane Fung Ting | Melvin Appiah Tejraj Pultoo | Julio Randriamalala Lalaina Ramanana |
| Herrendoppel | Aaron Assing Xavier Chane Fung Ting | Melvin Appiah Tejraj Pultoo | Loïc Nanicaoudin Thibauld Cougouille |
| Damendoppel  | Fathimath Nabaaha Razzaq Aminath Nabeeha Razzaq | Kobita Dookhee Lorna Bodha | Tiya Bhurtun Vilina Appiah |
| Damendoppel  | Fathimath Nabaaha Razzaq Aminath Nabeeha Razzaq | Kobita Dookhee Lorna Bodha | Ly-Hoa Chai Marina Bielle |
| Mixed        | Georges Paul Kate Ludik | Melvin Appiah Vilina Appiah | Fathimath Nabaaha Razzaq Hussein Zayan Zaki |
| Mixed        | Georges Paul Kate Ludik | Melvin Appiah Vilina Appiah | Ly-Hoa Chai Xavier Chane Fung Ting |
| Herrenteam   | Mauritius Aidan Yu Siow Yin Young Alexandre Bongout Bhavesh Bissessur Georges Paul Laval Mathéo Douce Melvin Appiah Moynul Munna Khemtish Rai Nundah Tejraj Pultoo Yogeshwarsingh Mahadnac | Malediven Ahmed Thoif Mohamed Hussein Zayan Zaki Jang Kee Young Mohamed Ajfan Rasheed Saalim Abdul Samad Murushida Mannan Ahmed Nibal Rishwan Shiyam Hassan Zayan | Réunion Aaron Assing Didier Nourry Grégory Grondin Guillaume Gonthier Hugo Constans Jean-Fabrice Bilon Loïc Bertil Loïc Nanicaoudin Thibauld Cougouille Xavier Chane Fung Ting |
| Herrenteam   | Mauritius Aidan Yu Siow Yin Young Alexandre Bongout Bhavesh Bissessur Georges Paul Laval Mathéo Douce Melvin Appiah Moynul Munna Khemtish Rai Nundah Tejraj Pultoo Yogeshwarsingh Mahadnac | Malediven Ahmed Thoif Mohamed Hussein Zayan Zaki Jang Kee Young Mohamed Ajfan Rasheed Saalim Abdul Samad Murushida Mannan Ahmed Nibal Rishwan Shiyam Hassan Zayan | Madagaskar Tokinirina Razafimandimby Ludovic Manja Ny Riana Julio Randriamalala Marc Haja Vonjinirina Tianarivo Razafimahatratra Lalaina Ramanana                              |
| Damenteam    | Mauritius Godavri Ancharaz Kate Ludik Kobita Dookhee Layna Luxmi Chiniah Lorna Bodha Bhuruth Reva Aditi Tiya Bhurtun Vilina Appiah                                                         | Malediven Aminath Nabeeha Razzaq Maisa Fathuhulla Ismail Shuba Shareef Aminath Moosa Aishath Afnaan Rasheed Fathimath Nabaaha Razzaq                              | Réunion Emily Grondin Emmanuelle Admette Estelle Leperlier Ly-Hoa Chai Marina Bielle Virginie Testan                                                                           |
| Damenteam    | Mauritius Godavri Ancharaz Kate Ludik Kobita Dookhee Layna Luxmi Chiniah Lorna Bodha Bhuruth Reva Aditi Tiya Bhurtun Vilina Appiah                                                         | Malediven Aminath Nabeeha Razzaq Maisa Fathuhulla Ismail Shuba Shareef Aminath Moosa Aishath Afnaan Rasheed Fathimath Nabaaha Razzaq                              | Madagaskar Soaniaina Razanamaly Mamisoa Razafimamonjiarison Fenitra Arijesa Asminah Razafiarimalala Fitiana Razafinimanana Ialicia Rasolonoelina                               |